# Dries Bongaerts
Dries Bongaerts is een Belgische singer-songwriter. In Vlaanderen is hij bekend als de  frontman en medeoprichter van de Antwerpse/Limburgse band New Rising Sun.
In 2015 bracht hij met New Rising Sun in eigen beheer het album We’re All Coming Home uit, in 2017 gevolgd door zijn solodebuut For The Light in Thy Heart onder de artiestennaam DrieS.
In 2018 verscheen met New Rising Sun nog het album Helenium, waarna Bongaerts solo verder ging. 
In 2021 werd Dries Bongaerts de eerste officiële artist in residence ("Rooted in Dranouter-artiest") van Muziekcentrum Dranouter.
In dat jaar verscheen ook zijn tweede soloalbum Soothing Green, ditmaal onder zijn eigen volledige naam.